# Метандриол
Метандрио́л — лекарственный препарат, относящийся к группе анаболических стероидов. Белый кристаллический порошок без запаха. Практически нерастворим в воде, растворим в спирте. По химическому строению и биологическим свойствам близок к метилтестостерону, однако отличается меньшей андрогенной активностью при относительно более высоком анаболическом действии.

## Показания к применению
Применяют для усиления белкового анаболизма у реконвалесцентов после тяжёлых травм, операций, инфекционных и иных заболеваний, при остеопорозе, задержке роста, истощении и т.п.

## Способ применения и дозы
Принимают сублингвально.Взрослым назначают по 0,025-0,05 г в сутки , детям и больным с задержкой роста — из расчёта 1,0-1,5 мг/кг, но не более 0,05 (50 мг) в сутки. Одновременно назначают пищу, богатую белками. Курс лечения 4 недели; перерывы между курсами 2-4 недели. Максимальные дозы для взрослых: разовая — 0,025 г; суточная — 0,1 г.

## Побочные эффекты
Нарушения функций печени с увеличением её размеров и желтухой, аллергические реакции, у женщин — явления вирилизации.

## Противопоказания
Рак предстательной железы, острые заболевания печени. Относительные противопоказания: беременность, кормление грудью, декомпенсация углеводного обмена и ацидоз при сахарном диабете.